# Mezinárodní organizace
Mezinárodní organizace je organizace s mezinárodním členstvím, nejčastěji států, které trvale vykonává pro své členy určité úkoly prostřednictvím vlastních orgánů. V širším slova smyslu mezinárodní organizace sice zahrnuje i mezinárodní nevládní organizace, což jsou nevládní organizace (NGO), které působí v mezinárodním měřítku (např. Mezinárodní Výbor Červeného kříže, Amnesty International nebo Lékaři bez hranic), v užším a častějším slova smyslu jde ale jen o mezivládní organizace. V tomto pohledu je mezinárodní organizace trvalým společenstvím alespoň tří států, které bylo založeno mezinárodní smlouvou, má vlastní orgány a neustále usiluje o dosažení cíle, kvůli němuž bylo založeno. Taková organizace má také mezinárodní subjektivitu, odvozenou od zakládajících států, která je ale omezena pouze účelem dané mezinárodní organizace. Tím může být udržování míru, rozvoj hospodářské, vědecké, kulturní spolupráce aj.

## Historie
Mezi nejstarší mezinárodní organizace patřila např. společenství řeckých městských států (náboženské amfiktionie a vojenské symmachie). V moderním slova smyslu vznikaly nejdříve nepolitické mezinárodní organizace (Mezinárodní úřad pro míry a váhy, Světová poštovní unie apod.), první skutečně politickou a stálou byla Společnost národů. Spolu s větší propojeností světa se také zvyšoval jejich počet, např. zatímco v roce 1914 jich existovalo 212, v roce 1939 už bylo 618 mezinárodních organizací. Jejich počet ještě více narostl po druhé světové válce, v tu dobu také vznikla dodnes nejvýznamnější mezinárodní organizace, Organizace spojených národů (OSN). Dalšími významnými jsou např. Organizace pro bezpečnost a spolupráci v Evropě (OBSE), Rada Evropy (RE) nebo Světová obchodní organizace (WTO).

## Struktura a činnost
Všichni členové mezinárodní organizace jsou si (alespoň formálně) rovni. To se projevuje v jejím vrcholném orgánu, shromáždění (kongresu, konferenci atd.), kde zasedají všichni členové organizace a který rozhoduje o základních otázkách její činnosti. Výkonným orgánem ovšem bývá rada (výbor apod.) o omezeném počtu členů, která operativně rozhoduje o aktuálních problémech, přičemž nejen že nejvýznamnější státy zde mívají stálé místo, ale v některých případech i právo veta, jako je tomu např. u Rady bezpečnosti OSN. Usnesení, rezoluce či deklarace mezinárodní organizace jsou většinou nezávazná, což vyplývá ze základní zásady, že mezinárodní organizace nemají svou činností nahrazovat vlastní aktivity států, ale pouze ji doplňovat. Jen u nadstátních integračních organizací, jako je Evropská unie (EU), se kompetence států přenáší na úroveň organizace a jejich rozhodnutí proto závazná jsou.